# Platymantis bufonulus
Platymantis bufonulus är en groddjursart som beskrevs av Kraus och Allison 2007. Platymantis bufonulus ingår i släktet Platymantis och familjen Ceratobatrachidae. IUCN kategoriserar arten globalt som otillräckligt studerad. Inga underarter finns listade i Catalogue of Life.